# Herman De Bode
Herman De Bode (Isangi, 10 november 1953) is een Belgisch zakenman en de gewezen topman van het adviesbureau McKinsey in de Benelux.

## Levensloop
De Bode is een zoon van Victoor De Bode (1926-2010) en van Lea Lambrechts (1924-1992). Hij is getrouwd en het koppel kreeg drie kinderen. Hij studeerde aan de Amerikaanse Harvard-universiteit in Massachusetts en was voorzitter van de Harvard Club, de vereniging van Belgische Harvard-alumni. De Bode was ook voorzitter van Voka - Comité Brussel, een organisatie van Vlaamse ondernemers in Brussel. Hij maakt deel uit van de Raad van advies van de denktank Itinera Institute.
De Bode nam op 7 december 2005 ontslag als managing partner van McKinsey & Company Benelux. Aanleiding waren de negatieve reacties van een aantal Franstalige zakenlui op zijn ondertekening van het Manifest voor een zelfstandig Vlaanderen in Europa van de denkgroep In de Warande, waarin wordt gepleit om, op basis van voornamelijk zakelijke overwegingen, België te ontbinden in twee onafhankelijke staten met een aangepast statuut voor Brussel.
Hij bleef verder actief bij McKinsey en was onder meer de managing director van McKinsey in Saoedi-Arabië. Hij werd bestuurder van het Institute for Imagination and Ingenuity.
Van 2014 tot 2016 was hij kabinetschef, en nadien 'senior adviser' bij Jan Jambon, minister van Binnenlandse Zaken.
De zakenman bezat een kunstverzameling de zogenoemde Collectie De Bode, met werken van Vlaamse expressionisten van het interbellum.
In 2018 verkocht hij zijn verzameling aan Fernand Huts.